# Gavilea
Gavilea je rod orhideja iz tribusa Chloraeeae, dio potporodice Orchidoideae. Postoji 17 vrsta endemičnih za Južnu Ameriku.

## Vrste
1. Gavilea araucana (Phil.) M.N.Correa
2. Gavilea australis (Skottsb.) M.N.Correa
3. Gavilea cardioglossa (Reiche) Martic.
4. Gavilea chica (Speg. & Kraenzl.) Chemisquy
5. Gavilea gladysiae Chemisquy
6. Gavilea glandulifera (Poepp. & Endl.) M.N.Correa
7. Gavilea insularis M.N.Correa
8. Gavilea kingii (Hook.f.) M.N.Correa
9. Gavilea litoralis (Phil.) M.N.Correa
10. Gavilea longibracteata (Lindl.) Sparre ex L.E.Navas
11. Gavilea lutea (Comm. ex Pers.) M.N.Correa
12. Gavilea odoratissima Poepp.
13. Gavilea platyantha (Rchb.f.) Ormerod
14. Gavilea supralabellata M.N.Correa
15. Gavilea trullata Ormerod
16. Gavilea venosa (Lam.) Garay & Ormerod
17. Gavilea wittei (Hicken) Ormerod